# Natàlia Barànskaia
Natàlia Vladímirovna Barànskaia, rus: Наталья Владимировна Баранская (nascuda el 31 de desembre [C.J. 18 de desembre] de 1908 a Sant Petersburg, Imperi Rus i morta el 29 d'octubre de 2004 a Moscou, Rússia) fou una escriptora soviètica i russa.

## Biografia
Natàlia Barànskaia era filla dels revolucionaris menxevics Vladímir Nikolàievitx Rózanov i Liubov Nikolàievna Radtxenkoque van ser sotmesos a una repressió repetida tant abans de la revolució com després.
Per tant, la seva infància i joventut es van caracteritzar per la discontinuïtat. Així doncs, va viatjar el 1910 amb la seva mare a Suïssa, on el seu pare havia fugit: va viure l'any següent després de la detenció de la mare amb el seu pare a Sant Petersburg i des del 1912 amb els dos pares a Berlín. Dos anys després, els seus pares es van separar i Barànskaia va tornar amb la seva mare a Moscou. Després de la Revolució d'Octubre de 1917 i la fam posterior, van anar a Kíev, on van viure amb la germana gran de Barànskaia. Com a conseqüència de l'esclat de la guerra civil, però, també hi havia condicions de vida pobres. El 1922, Barànskaia i la seva mare es van traslladar a Moscou. Allà, Baranskaia va assistir, fins al 1926, a un gymnasium. Inicialment, no va ser admesa als estudis per culpa dels seus pares i, en canvi, es va graduar als cursos d'ensenyament superior en literatura de l'Oficina d'Educació Professional de Moscou. Només aleshores va poder estudiar a la Facultat d'Història i Etnologia de la Universitat Estatal de Moscou, on s'hi graduaria el 1930. En aquell moment, treballava per a una editorial, però va perdre la feina el mateix any en relació amb les activitats de la seva mare.
Quan la mare es va exiliar a Vorónej, va marxar amb ella, va treballar a una editorial local. Però aviat la mare va ser arrestada i enviada al Kazakhstan, i Barànskaia va tornar a Moscou per poc temps, i des d'allí, tot seguint el seu primer marit exiliat, es va dirigir a Uralsk, on va treballar per al diari Prikaspiskaia pravda (“La veritat caspiana”). Després de l'expiració de l'exili del seu marit, va marxar amb ell a Saràtov, on també va treballar a una editorial. El 1936, el seu marit va ser arrestat i enviat als camps de Vorkuta. No obstant això, fins i tot abans de la seva detenció, va tornar a Moscou, va treballar com a guia turística. Al maig de 1937, es va casar amb el seu cosí Nikolai Baranskii va tornar a marxar a Saratov, on va treballar a la universitat. El 1940, juntament amb N.P. Antsiferov i I.V.Andróssov, va preparar l'exposició Lomonóssov al Museu Literari Estatal de Moscou.
El segon marit va morir a la guerra el 1943. Aleshores, Barànskaia va ser evacuada a l'Altai. Al seu retorn, va continuar treballant al museu. Es va graduar a l'escola de postgrau de la Facultat de Filologia de la Universitat Estatal de Moscou. Amb tot i això, no va tenir temps per defensar la seva dissertació en revistes satíriques del segle xviii.
El 1958 es va convertir en subdirectora al recentment obert Museu Puixkin de Moscou,en el qual va treballar durant vuit anys. L'obra de Puixkin va ser un dels punts clau de la seva tasca com a estudiosa de la literatura.
El mateix any, va refusar de signar una carta condemnatòria contra Borís Pasternak. El 1966, després d'unes paraules de Joseph Brodsky en una vetllada en memòria d'Anna Akhmàtovai de l'exhibició al vestíbul del museu d'una fotografia de Nikolai Gumiliov, Barànskaia fou condemnat públicament i obligada a deixar la feina al museu. Després d'això va començar a escriure. Les primeres històries es van publicar el 1968 a la revista Novi Mir. La novel·la "Una setmana com qualsevol altra", rus: Неделя как неделя Nedelia kak nedelia (1969). Ha estat traduïda a dotze idiomes. Segons Gisela Reller, Barànskaia és la primera escriptora que representa la sobrecàrrega física i mental de les dones mitjanes soviètiques. Barànskaia lamentava especialment l'absència (o inaccessibilitat) d'instal·lacions comunitàries útils. Aquesta crítica comportà que les seves publicacions posteriors fossin censurades. El 1977 es va publicar la seva primera antologia, "La negativa Gisel", rus: Отрицательная Жизель Otritstelnaia Jizel, en una edició de 100.000 exemplars. Dos anys després, l'obra de Barànskaia va ser reconeguda pel fet de ser admesa a la Unió d'Escriptors Soviètics.
La viuda d'Aleksandr Puixkin, Natàlia, és el tema de la primera publicació el 1977 a la revista Sibir, "El color de la mel fosca", rus: Цвет темного меду Tsvet témnogo medu També va formar part de l'antologia sobre Puixkin Portret, rus: Портрет, подаренный другу Portret, podarenni drugu ("Retrat, donat a un amic") publicada el 1982. El volum contenia altres narracions, en part amb referència a l'anterior obra científica de Barànskaia (1966/67), així com assajos sobre la vida de Puixkin, que ja havia publicat el 1970. El 1989, Barànskaia va publicar la novel·la Den pominovenia, rus: День поминовения ("El dia de la commemoració"), que, amb les seves 316 pàgines, representa la seva obra més extensa i la que ella considerava com a més important. El 1999 va publicar les seves memòries, "Els rodamóns sense llar", rus: Странствие бездомных Strànstvie bezdómnikh, en les quals havia treballat vuit anys. Hi descriu records de la seva vida i la dels seus pares fins abans de la Segona Guerra Mundial. Baranskaia no va trobar cap editor comercial per a elles, perquè treballaven de manera competitiva després de la perestroika, i no consideraven que el tema fos rendible. Finalment, va poder imprimir l'obra mitjançant un patrocinador en una edició de 1000 exemplars. Per raons similars, el nombre d'edicions publicades anteriorment de les seves obres havia esdevingut cada cop més reduït.
Barànskaia va treballar fins a la seva mort el 2004 en altres històries. Va viure amb un dels seus nets en un apartament a Moscou.
L'obra de Barànskaia inclou més de 30 històries, sis novel·les curtes (póvesti), una novel·la, memòries i diversos assajos. A Rússia van aparèixer cinc llibres i històries a revistes. Van publicar obres a deu països occidentals i al Japó. La seva obra és més coneguda a Alemanya, Dinamarca, Països Baixos i França.

## Obres
- Неделя как неделя, 1969 ("Una setmana com qualsevol altra")
- Отрицательная Жизель, 1977 ("Gisel negativa")
- Цвет темного меду. Платье для госпожи Пушкиной, 1977 ("El color de la mel fosca. Un vestit per a la senyora Puixkin")
- Женщина с зонтиком, 1981 ("Dona amb un paraigua")
- Портрет, подаренный другу. 1982 ("Retrat donat a un amic")
- День поминовения, 1989 ("El dia de la commemoració")
- Странствия бездомных, 1999 ("Els rodamons sense llar")